# Tour Simone
La Tour Simone (ou Tour du Diable) est un des derniers vestiges des remparts de la ville belge de Nivelles, en Brabant wallon.

## Localisation
La tour se dresse au numéro 38 de la rue Seutin, une petite rue donnant sur la grand-place de Nivelles face à la collégiale Sainte-Gertrude.

## Historique

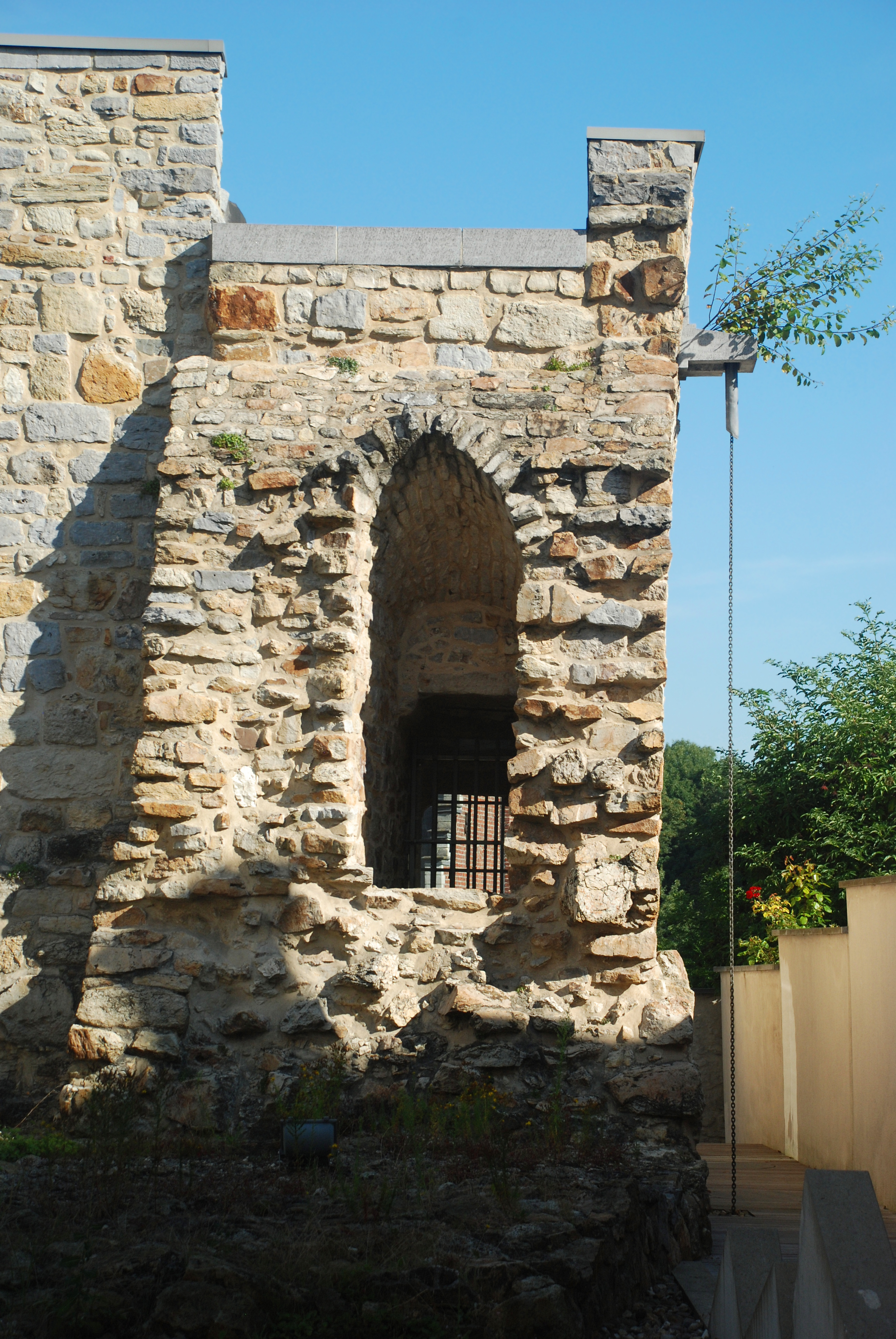
La courtine.

Les remparts de Nivelles, dont l'existence est attestée par des textes à partir de 1263, comptaient sept portes et onze tours.
La destruction des remparts, décidée par l'empereur Joseph II en 1781, fut effectuée par les Français au début du XIXe siècle. Mais les remparts étaient tombés en ruines bien avant cela, les tours devenant habitation ou prison.
La tour Simone est la seule des onze tours à avoir survécu, et ce grâce à plusieurs facteurs :
- son affectation au XVIIe siècle comme local du serment des Arbalétriers;
- sa transformation en 1780 en commodité publique à quatre chaises (c'est-à-dire en toilettes publiques);
- son rachat en 1813 par un particulier.

La tour fait l'objet d'un classement au titre des monuments historiques depuis le 11 octobre 1950.
En 1958, elle fut rachetée par la Ville et restaurée.

## Architecture
La tour est édifiée en moellon.
Depuis la rue Seutin, on distingue : 
- à gauche (côté extra-muros) : la tour semi-circulaire
- à droite (côté intra-muros) : un fragment de la courtine (mur d'enceinte)